# Baeolophus
Baeolophus is een geslacht van zangvogels uit de familie Paridae (mezen).  De wetenschappelijke naam van het geslacht is voor het eerst geldig gepubliceerd in 1850 door Cabanis.

## Soorten
De volgende soorten zijn bij het geslacht ingedeeld:
- Baeolophus atricristatus – Zwartkruinmees
- Baeolophus bicolor – Tweekleurige mees
- Baeolophus inornatus – Grijze mees
- Baeolophus ridgwayi – Ridgways mees
- Baeolophus wollweberi – Harlekijnmees